# 施雷茨塔肯
施雷茨塔肯是德国石勒苏益格－荷尔斯泰因州的一个市镇。总面积8.47平方公里，总人口500人，其中男性251人，女性249人（2011年12月31日），人口密度59人/平方公里。